# 眠月神木
眠月神木，是一座位於臺灣嘉義縣阿里山鄉亞杉坪林道支線上的神木，並不屬阿里山國家森林遊樂區範圍，該樹種為紅檜，樹高48公尺，樹圍17.8公尺，樹齡估計約3500年，被認為是臺灣年齡最大的神木之一。

## 沿革
眠月神木原位於亞杉坪林區、石鼓盤溪河域附近，其名「眠月」據傳為1906年（明治39年），日本探勘專家河合鈰太郎至石鼓盤溪考察林業，在午夜時刻目睹該神木與與月光交相輝映的壯麗景象的啟發，故而得名，由於距離阿里山林業鐵路觀光用支線眠月線及石猴車站約有3公里，20世紀後期，該神木曾為阿里山國家森林遊樂區知名的觀光景點，並經常由林業專家對其進行勘測並屬行政院農業委員會林務局阿里山45林班管理。據林務局於1997年所修正的十大神木排行榜，眠月神木曾位列第4名。在過去估計樹齡約為4100年。後修先後正為3500年、2000年。，該神木內部則呈現空心狀。
1999年，由於眠月線因921大地震嚴重毀損，又因數次由颱風帶來之大雨再度坍塌而損毀中斷，眠月神木周圍區域無路可達。
2000年7月，林務局嘉義林管處為了確定是否眠月神木在地震後是否仍存，後經三天二夜深入山區後，則確認眠月神木依然聳立。
當前，該神木仍處於深山峻嶺，呈現與世隔絕之狀態，鄰近為水漾森林，水漾森林與眠月線被劃分為台灣一葉蘭保留區範圍，遊客可沿溪阿縱走路線，步程約2.5-3.0小時方可抵達。截止2023年，該樹並未進行新式巨木樹齡的檢測工作。

## 其他
- 1996年7月1日，阿里山神木遭受雷擊後曾引起了臺灣內對深山巨木生態保育的高度關注。林務局後於1997年舉辦「臺灣10大神木命名票選活動」，並以樹幹最大的「臺灣巨無霸神木」和樹齡最高的「眠月神木」為主題，製作一組包含兩枚「臺灣神木郵票」。[12]

- 由漢聲雜誌社編輯，於1984年12月至1985年11月出版的一套兒童百科《漢聲小百科》中，曾以眠月神木做為專欄主題。

## 另見
- 溪頭
- 石猴車站
- 阿里山神木群